# Anubis subobtusus
Anubis subobtusus là một loài bọ cánh cứng trong họ Cerambycidae.